# Ágasegyháza - orgoványi rétek
Ágasegyháza - orgoványi rétek este o arie protejată (arie specială de conservare — SAC, sit de importanță comunitară — SCI) din Ungaria întinsă pe o suprafață de 4.321,14 ha, integral pe uscat.

## Localizare
Centrul sitului Ágasegyháza - orgoványi rétek este situat la coordonatele 46°48′04″N 19°29′54″E / 46.801111°N 19.498333°E.

## Înființare
Situl Ágasegyháza - orgoványi rétek a fost declarat sit de importanță comunitară în mai 2004 pentru a proteja 3 specii de plante și 9 specii de animale. Situl a fost protejat și ca arie specială de conservare în februarie 2010.

## Biodiversitate
Situată în ecoregiunea panonică, aria protejată conține 5 habitate naturale: Stepe panonice nisipoase, Tufărișuri panonice ale dunelor de nisip continentale (Junipero-Populetum albae), Pajiști cu Molinia pe soluri calcaroase, turboase sau argilos-nămoloase (Molinion caeruleae), Pajiști aluvionare inundabile, de Cnidion dubii, Mlaștini calcaroase cu Cladium mariscus și specii de Caricion davallianae.
La baza desemnării sitului se află mai multe specii protejate:
- plante (3): Cirsium brachycephalum, Colchicum arenarium, Iris humilis subsp. arenaria
- amfibieni (2): buhai de baltă cu burta roșie (Bombina bombina), triton cu creastă dobrogean (Triturus dobrogicus)
- mamifere (2): vidră de râu (Lutra lutra), popândău (Spermophilus citellus)
- nevertebrate (4): Cucujus cinnaberinus, Isophya costata, fluturele purpuriu (Lycaena dispar), Maculinea teleius
- reptile (1): țestoasa de baltă (Emys orbicularis)

Pe lângă speciile protejate, pe teritoriul sitului au mai fost identificate 32 de specii de plante, 1 specie de păsări, 8 specii de amfibieni, 2 specii de nevertebrate, 5 specii de reptile.